# Ostřice pochvatá
Ostřice pochvatá (Carex vaginata) je druh jednoděložné rostliny z čeledi šáchorovité (Cyperaceae).

## Popis
Jedná se o rostlinu dosahující výšky nejčastěji 10-40 (vzácněji až 60) cm. Je vytrvalá netrsnatá s plazivými oddenky a tenkými výběžky, na konci vystoupavými. Listy jsou střídavé, přisedlé, s listovými pochvami. Lodyha je delší než listy, tupě trojhranná a spíše hladká. Čepele jsou asi 3-5 mm široké, dvojitě lomené (řasnaté), trávozelené, nikoliv sivozelené. Pochvy dolních listů jsou hnědavé, někdy malinko načervenalé, nerozpadavé, bazální jsou bezčepelné. Ostřice pochvatá patří mezi různoklasé ostřice, nahoře jsou klásky čistě samčí, dole čistě samičí. Samčí klásek bývá pouze jeden, samičí bývají 2, vzácněji 3, poměrně řídkokvěté. Listeny jsou kratší než příslušné klásky, dolní listen má nápadně nafouklou pochvu. Okvětí chybí. V samčích květech jsou zpravidla 3 tyčinky. Čnělky jsou většinou 3. Plodem je mošnička, která je asi 3-5 mm dlouhá, žlutozelená až trávově zelená (až za zralosti hnědne), vejcovitá, souměrná, trojhranná a nezřetelně žilnatá, zobánek je krátký, bezzubý, na vrcholu uťatý. Každá mošnička je podepřená plevou, která je červenohnědá se zeleným kýlem. V ČR kvete nejčastěji v červnu až v červenci. Počet chromozómů: 2n=32.

## Rozšíření

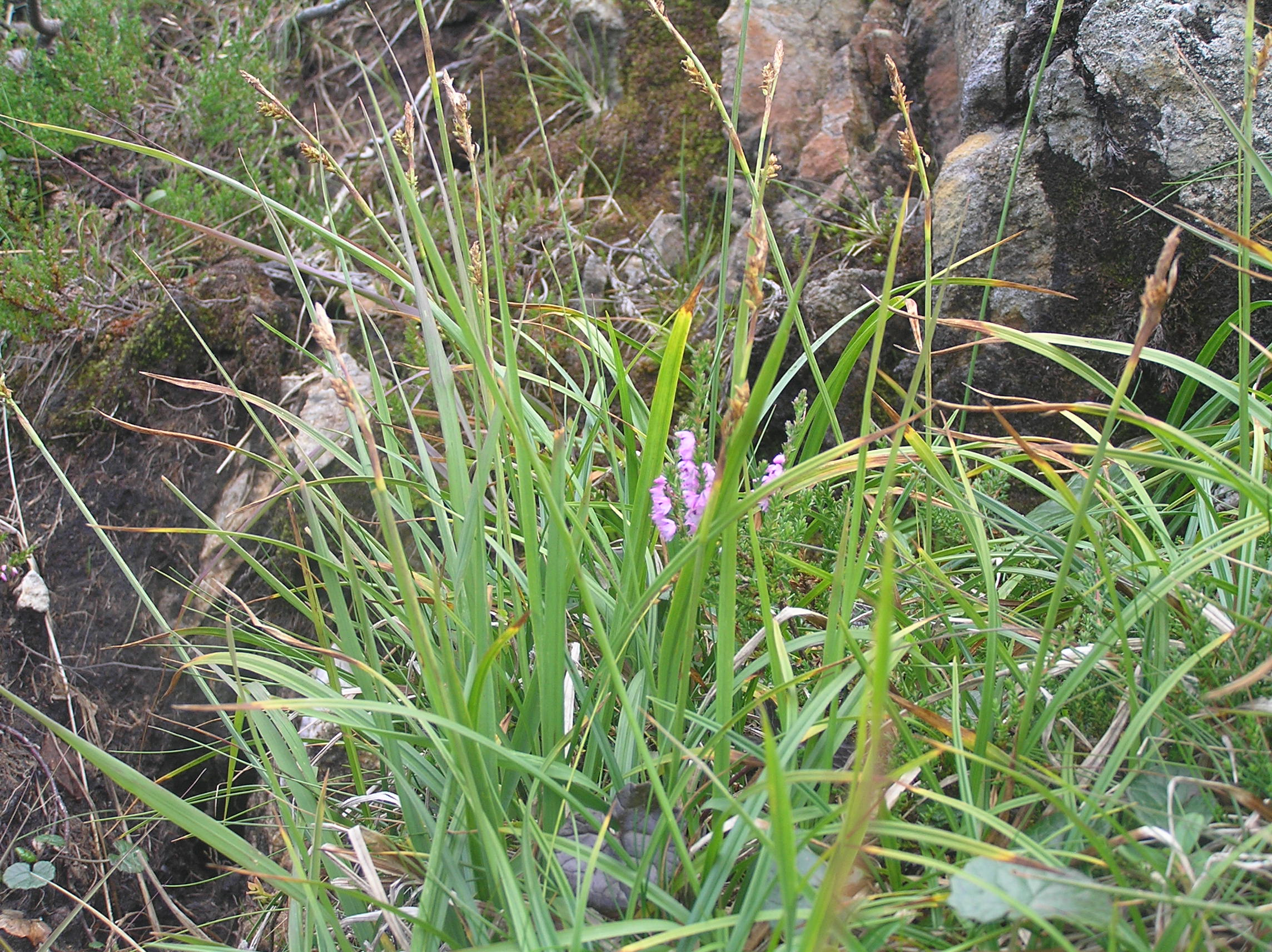
celkový habitus

Ostřice pochvatá je severský druh s cirkumpolárním rozšířením. Roste v severní Evropě a na Sibiři, jižněji jen v některých horách, dále roste na Islandu, v Grónsku a v Severní Americe, hlavně na Aljašce a v Kanadě. Mapka rozšíření je zde: .

## Rozšíření v Česku
V ČR roste velmi vzácně v subalpínském stupni Krkonoš a Hrubého Jeseníku. Jejím domovem jsou vysokohorská prameniště. Je to kriticky ohrožený druh flóry ČR, kategorie C1